# Gellonia bigutta
Gellonia bigutta är en fjärilsart som beskrevs av Walker 1855. Gellonia bigutta ingår i släktet Gellonia och familjen mätare. Inga underarter finns listade i Catalogue of Life.